# Гейгер (Алабама)
Гейгер (англ. Geiger) — місто (англ. town) в США, в окрузі Самтер штату Алабама. Населення — 155 осіб (2020).

## Географія
Гейгер розташований за координатами 32°52′7″ пн. ш. 88°19′5″ зх. д. / 32.86861° пн. ш. 88.31806° зх. д. (32.868715, -88.318154).  За даними Бюро перепису населення США в 2010 році місто мало площу 2,46 км², з яких 2,45 км² — суходіл та 0,01 км² — водойми.

## Демографія
Згідно з переписом 2010 року, у місті мешкало 170 осіб у 65 домогосподарствах у складі 45 родин. Густота населення становила 69 осіб/км².  Було 68 помешкань (28/км²).
Расовий склад населення:
| - 73,5 % — чорних або афроамериканців - 26,5 % — білих |

До двох чи більше рас належало 0,0 %. Частка іспаномовних становила 2,9 % від усіх жителів.
За віковим діапазоном населення розподілялося таким чином: 27,1 % — особи молодші 18 років, 52,9 % — особи у віці 18—64 років, 20,0 % — особи у віці 65 років та старші. Медіана віку мешканця становила 44,0 року. На 100 осіб жіночої статі у місті припадало 88,9 чоловіків;  на 100 жінок у віці від 18 років та старших — 79,7 чоловіків також старших 18 років.
Середній дохід на одне домашнє господарство  становив 45 292 долари США (медіана — 45 125), а середній дохід на одну сім'ю — 54 780 доларів (медіана — 63 750). За межею бідності перебувало 19,5 % осіб, у тому числі 33,7 % дітей у віці до 18 років та 20,9 % осіб у віці 65 років та старших.
Цивільне працевлаштоване населення становило 94 особи. Основні галузі зайнятості: будівництво — 31,9 %, освіта, охорона здоров'я та соціальна допомога — 17,0 %, транспорт — 11,7 %, роздрібна торгівля — 10,6 %.